# ランゲル山地
ランゲル山地（英: Wrangell Mountains）とは、北アメリカ大陸の北西部に存在する連山の1つである。なお、行政区分では、アメリカ合衆国のアラスカ州に属する。また、この山地も含めた一帯は、1979年からはUNESCOの世界遺産に登録されており、1980年からはアラスカ州政府からランゲル・セントイライアス国立公園にも指定されている。

## 概要
ランゲル山地は、ほとんど全てが火山活動によって形成されたと言っても過言ではない。ランゲル山地のすぐ南西に存在するセイントイライアス山地の大部分が火山活動と無関係に形成されたとの比べると、対照的である。この山地の名前は、ランゲル山（Mt. Wrangell）に由来するが、このランゲル山は、安山岩質の盾状火山としては、世界的に見ても巨大な部類に入ることが知られている。さらに、このランゲル山地はアメリカ合衆国に存在しているわけだが、火山活動によって形成された山のうちでは、アメリカ合衆国国内で現在2番目に標高が高いブラックバーン山（Mt. Blackburn、標高4,996m）と、アメリカ合衆国国内で現在3番目に標高が高いサンフォード山（Mt. Sanford、標高4,949m）とが、この山地に含まれている。ちなみに、この山地の名前に冠されているランゲル山の標高は4,317mで、前者の2つの山と比べると600m以上標高が低いものの、1990年現在、ランゲル山地では唯一の活火山とされている山である。ランゲル山地にはチサナ川の源流であるチサナ氷河がある。

## 主な山
以下は、ランゲル山地を構成する主な山のリストである。
- ブラックバーン山（Mt. Blackburn） - 標高4,996m。ランゲル山地で最も高い山。
- サンフォード山（Mt. Sanford） - 標高4,949m。
- ランゲル山（Mt. Wrangell） - 標高4,317m。ランゲル山地唯一の活火山。
- リーガル山（Mt. Regal） - 標高4,220m。
- ヤービス山（Mt. Jarvis） - 標高4,091m。
- ザネッティ山（Mt. Zanetti） - 標高3,965m。
- ドラム山（Mt. Drum） - 標高3,661m。

なお、アラスカ州に存在する40以上の13,000フィート（4,000 m）を超える山々のうち、12の山々がランゲル山地に含まれている。

## 山地が周辺地域の気候に与える影響
ランゲル山地はセイントイライアス山地のすぐ北西かつチュガッチ山地のすぐ北東に位置しており、セイントイライアス山地及びチュガッチ山地はアラスカ湾の太平洋岸に沿っている。この付近の沖合いには暖流であるアラスカ海流が流れている。アラスカ海流は、その元をたどると、北太平洋海流、さらにその元をたどると黒潮と名前が変わる。これらの暖流の影響で、赤道方向からの熱が輸送されてきているために、この付近の太平洋沿岸部は西岸海洋性気候（温帯）となっていて、高緯度ではあるが比較的温暖な気候である。しかし、このランゲル山地を含めた周辺の山地群が、アラスカ海流によってもたらされる太平洋からの温かく湿った空気が、山地群よりも内陸へ入るのを妨げている。このため、山地よりも内陸側は冷帯や寒帯となっており、冬期の間は、北アメリカ大陸でも最も気温が低い地域となっている。このように、ランゲル山地を含めた山地群は、周辺地域の気候に影響を与えている。

## ランゲルVolcanic Field
上記のようにランゲル山地は、そのほとんどが火山活動によって形成された山地であり、その中でもランゲル山は未だに火山活動を行なっている唯一の山である。

このランゲル山地と、すぐ近くに位置するセイントイライアス山地（Saint Elias Mountains）、さらにカナダのユーコン準州までは、Wrangell Volcanic Fieldが伸びている。

。
ただし、セイントイライアス山地にも、例えばボナ山のように火山活動によって形成された山も存在する。しかし、セイントイライアス山地の大部分は火山活動と無関係に形成されたことが知られている

。

## 名称の由来及びポップカルチャーにおける言及
ランゲル山地の名称は、露米会社の支配人であったロシア海軍提督フェルディナント・フォン・ウランゲルに由来する。アメリカのフォークソング歌手であるジョン・デンバーは、ランゲル山地に関する曲である"Wrangell Mountain Song"を作曲した。